# André Larochelle
Pour les articles homonymes, voir Larochelle.
 (juillet 2024).
La mise en forme du texte ne suit pas les recommandations de Wikipédia : il faut le « wikifier ».
Les points d'amélioration suivants sont les cas les plus fréquents :
- Les titres sont pré-formatés par le logiciel. Ils ne sont ni en capitales, ni en gras.
- Le texte ne doit pas être écrit en capitales (les noms de famille non plus), ni en gras, ni en italique, ni en « petit »…
- Le gras n'est utilisé que pour surligner le titre de l'article dans l'introduction, une seule fois.
- L'italique est rarement utilisé : mots en langue étrangère, titres d'œuvres, noms de bateaux, etc.
- Les citations ne sont pas en italique mais en corps de texte normal. Elles sont entourées par des guillemets français : « et ».
- Les listes à puces sont à éviter, des paragraphes rédigés étant largement préférés. Les tableaux sont à réserver à la présentation de données structurées (résultats, etc.).
- Les appels de note de bas de page (petits chiffres en exposant, introduits par l'outil «  Source ») sont à placer entre la fin de phrase et le point final[comme ça].
- Les liens internes (vers d'autres articles de Wikipédia) sont à choisir avec parcimonie. Créez des liens vers des articles approfondissant le sujet. Les termes génériques sans rapport avec le sujet sont à éviter, ainsi que les répétitions de liens vers un même terme.
- Les liens externes sont à placer uniquement dans une section « Liens externes », à la fin de l'article. Ces liens sont à choisir avec parcimonie suivant les règles définies. Si un lien sert de source à l'article, son insertion dans le texte est à faire par les notes de bas de page.
- La présentation des références doit suivre les conventions bibliographiques. Il est recommandé d'utiliser les modèles {{Ouvrage}}, {{Chapitre}}, {{Article}}, {{Lien web}} et/ou {{Bibliographie}}. Le mode d'édition visuel peut mettre en forme automatiquement les références.
- Insérer une infobox (cadre d'informations à droite) n'est pas obligatoire pour parachever la mise en page.

Pour une aide détaillée, merci de consulter Aide:Wikification.
Si vous pensez que ces points ont été résolus, vous pouvez retirer ce bandeau et améliorer la mise en forme d'un autre article.
André Larochelle, né le 20 janvier 1925 à Black Lake (Québec) et mort le 8 juin 1983 à Ottawa (Ontario) est un géophysicien canadien connu pour sa contribution à la théorie de la tectonique des plaques ,,.

## Carrière
Après ses études de premier cycle en génie minier à l’Université Laval, Larochelle fait une maîtrise en géophysique à l’Université de Saint-Louis en 1952 et est recruté la même année par la Commission Géologique du Canada. Il y collabore notamment avec Lawrence Whitaker Morley à l’interprétation de levés aéromagnétiques . Il complète ensuite un doctorat en géophysique à l’Université McGill, avec une thèse sur le paléomagnétisme . 
Dans un article publié en 1964 , Larochelle et Morley présentent leurs observations sur des anomalies magnétiques enregistrées sur les fonds marins et énoncent l’hypothèse d’un lien entre l’inversion du champ magnétique terrestre et l’expansion des fonds océaniques, plus tard connue sous le nom d’hypothèse Vine-Matthews-Morley  (les Britanniques Frederick J. Vine et Drummond H. Matthews sont en effet parvenus en même temps aux mêmes conclusions, à quelques mois près ). Cette hypothèse sert de fondement à la théorie de la tectonique des plaques. 
Larochelle a publié de nombreuses études sur le paléomagnétisme et a dirigé des projets de levés aéromagnétiques au Canada et en Afrique. En 1969, la NASA lui a confié l’analyse des propriétés magnétiques des échantillons lunaires rapportés par la mission Apollo 11 .

## Publications (sélection)
- Larochelle, A. (1961). “Application of Palaeomagnetism to Geological Correlation.”  Nature. 192. No.4797. 37-39. https://doi.org/10.1038/192037a0
- Larochelle, A. (1962). “Palaeomagnetism of the Monteregian Hills, Southeastern Quebec.” Geological Survey of Canada, Bulletin 79. https://doi.org/10.4095/100597
- Larochelle, A. and Black, R. F. (1963). “An Application of Palaeomagnetism in Estimating the Age of Rocks.”  Nature. 198. 1260-1262.https://doi.org/10.1038/1981260a0
- Morley, Lawrence W., and A. Larochelle (1964). "Palaeomagnetism as a Means of Dating Geological Events." In Geochronology in Canada, by Editor F. Fitz Osborne, 39-51. https://doi.org/10.3138/9781487586041-007
- Larochelle, A., Black, R. F. and Wanless, R. K. (1965). “Palaeomagnetism of the Isachsen Diabasic Rocks.” Nature. 208. No.5006. https://doi.org/10.1038/208179a0
- Larochelle, A. (1966) “Sur le paléomagnétisme des terrains rouges permo-carbonifères de l’Est du Canada.” Canadian Journal of Earth Science. 3. p. 730-733.  https://doi.org/10.1139/e66-052
- Larochelle, A. and Norris, D. K. (1966) “Tectonic Analysis of the Northern Cordillera.”  Report of Activities, Part A: October.  Geological Survey of Canada. Paper 67-1A: 45-46.
- Larochelle, A. and Currie, K. L. (1967). “Palaeomagnetic Study of Igneous Rocks from the Manicouagan Structure, Quebec.” Journal of Geophysical Research. 72. No.16. p. 4163-4169. DOI = 10.1029/JZ072i016p04163
- Larochelle, A. (1968). “Paleomagnetism of the Monteregian Hills: New Results.” Journal of Geophysical Research. 73(10). p.3239-3246. https://doi.org/10.1029/JB073i010p03239
- Currie, K. L. and Larochelle, A. (1969). “A Paleomagnetic Study of Volcanic Rocks from Mistastin Lake, Labrador, Canada.” Earth and Planetary Science Letters. 6. p.309-315. https://doi.org/10.1016/0012-821X(69)90173-3
- Fahrig, W. F. and Larochelle, A. (1969). “Paleomagnetism of the Michael Gabbro and Possible Evidence of the Rotation of Makkovik Subprovince.”  Canadian Journal of Earth Science. 9. p.1287-1296. https://doi.org/10.1139/e72-112